# Вальдемар Башановський
Вальдемар Башановський (пол. Waldemar Baszanowski, 15 серпня 1935 — 29 квітня 2011) — польський важкоатлет.
Олімпійський чемпіон 1964 (до 67,5 кг), 1968 (до 67,5) кг років, учасник 1960, 1972 років.
Чемпіон світу 1961 (до 67,5 кг), 1964 (до 67,5 кг), 1965 (до 67,5 кг), 1968 (до 67,5 кг), 1969 (до 67,5) кг років, срібний призер 1962 (до 67,5 кг), 1963 (до 67,5 кг), 1966 (до 75 кг), 1970 (до 67,5 кг), 1971 (до 67,5) кг років.